# Comedia de enredo

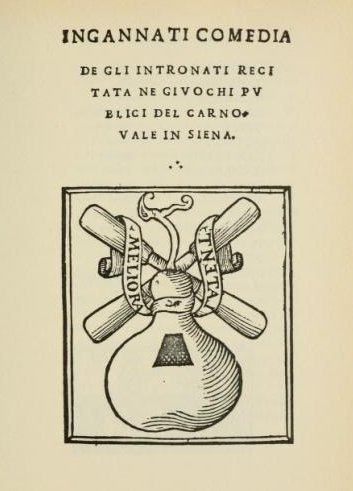
Portada de la obra Gli ingannati (1531), una reconocida comedia de enredo

La comedia de enredo (o enredos) es un subgénero dramático caracterizado por su argumento complicado e ingenioso y con un final inesperado. A lo largo de la historia, evolucionó hacia otros espectáculos, y generó tipos nuevos, como la "comedia de equívoco" o "vodevil" y creó modelos exclusivos en la cinematografía y algunos formatos televisivos.

## Historia
La comedia de enredo nació en el marco del teatro clásico español del Siglo de Oro, como uno de sus cuatro tipos básicos, junto con la comedia de carácter, la comedia de figurón y la comedia de capa y espada, con la que a veces se confunde y que algunos estudiosos o casos se consideran un mismo subgénero (como explicaba Luzán en su dieciochesco manual La Poética o reglas de la poesía en general y de sus principales especies), si bien ensayos más recientes proponen su clara diferenciación y, en algunos casos, preferencia taxonómica. En el ámbito de la dramaturgia del siglo xvi, se considera la comedia a noticia de Bartolomé Torres Naharro el modelo precursor y, ya en el siglo xvii, su mejor ejecutor sería Lope de Vega, en su ciclo de comedias urbanas.
En su origen, las claves de estilo, tono y desarrollo partieron de la mezcla de comedia e intriga situadas dentro de las unidades de tiempo y espacio. El marco, urbano, solía ser Madrid, Toledo, Sevilla, Valencia, en un marco cotidiano con algún toque costumbrista. El argumento, rico en equívocos, disfraces y suplantación de personalidad, aborda todo tipo de conflictos dramáticos (infidelidades, pasiones, sospechas), presentado con un ritmo, a veces vertiginoso, en el que se suceden las entradas y salidas a escena de los personajes protagonistas.
Del periodo dorado de la dramaturgia española, resultan ejemplares las tramas de Casa con dos puertas mala es de guardar, de Calderón de la Barca, La verdad sospechosa,  de Juan Ruiz de Alarcón o Don Gil de las calzas verdes de Tirso de Molina, si bien cuantitativa —y quizá cualitativamente— el gran constructor de tramas complejas y desenlaces sorprendentes fue Lope de Vega, con ejemplos, ya clásicos, como La dama boba o Los locos de Valencia.